# Slavenka Ercegović-Pavlović
Slavenka Ercegović-Pavlović (Šibenik, 6. travnja 1928. – Beograd, 17. studenoga 1993.), hrvatska arheologinja
U rodnom Šibeniku završila gimnaziju.
Studirala u Zagrebu na Filozofskom fakultetu i diplomirala arheologiju 1953. godine. Od iste je godine kustosica u Zagrebu u Arheološkome muzeju. Od 1965. je u Arheološkom institutu u Beogradu. Doktorirala u Beogradu 1975. na Filozofskom fakultetu. Doktorska disertacija zvala se Pojava i uticaji bjelobrdske kulture na Balkanu. Na Arheološkom institutu radila do umirovljenja 1990. godine.
Bavila se srednjovjekovnom arheologijom Hrvatske i Srbije, posebice bjelobrdskom kulturom. Naglasak njena rada bio je na slavenskoj materijalnoj kulturi. Sudionica istraživanja na više arheoloških lokaliteta, poput Brodskog Drenovca o čemu je objavila knjigu sa Ksenijom Vinski-Gasparini, Kompolja i Vukovara. U Bošnjacima je bila voditeljica istraživanja srednjovjekovnoga groblja. Glavno djelo Slavenke Ercegović-Pavlović je o leskovačkom kraju, koje je napisala skupa s Desankom Kostić. Objavila je knjige na temu arheologije koje pokrivaju Mačvansku Mitrovicu, Boljetin, Hajdučku Vodenicu, Srijem, Kruševac, Moravsku Srbiju.
Objavljivala u Starohrvatskoj prosvjeti, Vjesniku arheološkog muzeja u Zagrebu, Welt der Slawen, Starinaru i drugima.